# Gymnogryllus pravdini
Gymnogryllus pravdini är en insektsart som beskrevs av Andrej Vasiljevitj Gorochov 1990. Gymnogryllus pravdini ingår i släktet Gymnogryllus och familjen syrsor.

## Underarter
Arten delas in i följande underarter:
- G. p. pravdini
- G. p. fidus